# بنجامين بيل
بنجامين بيل (بالإنجليزية: Benjamin Bell)‏ من هنتهيل خريج كلية الجراحين الملكية في إدنبرة عبر المنحة الجامعية الملكية (مواليد 6 سبتمبر عام 1749، توفي في 5 أبريل عام 1806)، يعتبر الجراح العلمي الأول في إسكتلندا. يوصف عادةً على أنه أب الجراحة في إدنبرة. نشر أعمالًا طبية فريدة بشكل خاص في كتابه عن الجراحة «نظام الجراحة» الذي أصبح المنشور الأكثر مبيعًا في أوروبا وأمريكا. كانت مقالته عن الأمراض المنقولة جنسيًا من الأعمال أو الكتابات المبكرة التي اقترحت كون السفلس والسيلان هما مرضان متغايران، وهي فرضية لم تُقبل من قبل الطب الشائع حتى مرور العديد من العقود بعدها.
كانت مساهمة بيل الأساسية في الممارسة الجراحية كانت قوله المأثور «احم الجلد» الذي قاد إلى تحسين معدّلات شفاء الجروح بعد العمليات مثل استئصال الثدي وزرع الأطراف. كان من أوائل المؤيدين لروتين تخفيف الألم في الجراحة.

## النشأة
ولد بنجامين بيل في دمفريس في 6 سبتمبر عام 1749، وكان الطفل الأكبر على قيد الحياة لعائلة مؤلفة من 15 طفل. كان والده جورج بيل (مواليد 1722، توفي 1813) مزارعًا في وودهاوسليس، على مسافة ميل جنوب قرية كانونبي في دمفرشاير. إلى جانب الزراعة، شارك جورج بيل في عدد من المشاريع التجارية التي لاقت مستوى متباينًا من النجاح. أثبتت هذه الخلفية لثروته المتواضعة أهميتها لحياة بنجامين اللاحقة، ما سمح له بزيارة جراحين في لندن وباريس، ومكّنت إياه بأخذ وقت بعيد عن ممارسته الجراحية ليكتب عملًا مهمًا.

## التدريب الجراحي
أصبح بنجامين بيل متدرّبًا عند جيمس هيل (مواليد عام 1703، وتوفي 1776)، وهو جراح في دمفريس، قبل انتقاله إلى أدنبرة في عام 1766 لدراسة الطب في جامعة أدنبرة تحت إشراف بعض المدرسين الطبيين النخبة في عصرهم، بمن فيهم ألكسندر مونرو (مواليد عام 1733، توفي عام 1817) الأخصائي في علم التشريح، وجوزيف بلاك (مواليد 1728، توفي 1799) الكيميائي، وجون هوب (مواليد 1725، توفي 1786) عالم النبات. عُيّن بيل عام 1767 مضمّد جراح في الأقسام الجراحية في المشفى الملكي لأدنبرة، ومساعد جراح بعد عامين. زار بيل لندن وباريس، وكتب لوالده الذي خطط له أن يكون طبيبًا أنه سعيد ببقائه في أدنبرة، وقال: «بالنسبة لجراح، أؤكّد لك أن اختصاص الجراحة في أدنبرة يستغرق عدد سنوات أقل من الدراسة في باريس أو لندن، ولهذا السبب يوافق د. مونرو وغيره ممن تحدّثت إليهم هنا هذا الخصوص بشدة (على زيارة باريس)».
في عام 1770 بعد تخطيه الفحوص الضرورية، انتُخب جراحًا عطارًا لاتحاد الجراحين في أدنبرة وفي وقت لاحق للكلية الملكية للجراحين في أدنبرة. في عام 1772، كان بيل في لندن حيث كتب للدكتور كولين شاكرًا إياه على رسالته التعريفية بجون هنتر (مواليد 1728، توفي 1793) الذي وصفه بكونه «الأكثر اتفاقًا عليه وفي نفس الوقت من أحد معارفي الأكثر فائدة الذين التقيت بهم». زار وراقب جراح لندن بيرسيفال بوت (1714-1788) الذي أهداه أطروحته عن القرحة في وقت لاحق. يتضح اهتمام بيل بالعلوم من خلال وصفه للمحاضرة التي حضرها في الجمعية الملكية، والتي ألقاها جوزيف بريستلي. يعد اقتراح بريستلي بأن الهواء الجوي يحتوي على الهواء الحبيس (ثاني أكسيد الكربون) والهواء منزوع الفلوجستين (الأكسجين) ما أثار بيل بشكل واضح، حيث لاحظ من المحاضرة أن الهواء يمكن أن يُعكّر عندما يتنفسه حيوان واحد أو أكثر في مكان محصور ويصبح غير صالح.

## مساهمات بيل في الجراحة
ساهم بيل في الكثير بحيث اعتُبر الجراح العلمي الأسكتلندي الأول. بُنيت هذه السمعة بشكل أساسي على كتابه المؤثّر «نظام الجراحة». يُمكن تلقيبه بالجراح «العلمي» بسبب عمليات تفكيره العقلاني التي تظهر في مقالاته وبشكل خاص في مقاله حول السيلان الخبيث والزهري عام 1793. وفي مقال آخر، نظرية وتدبير القرحات، الذي نُشر عام 1778 والذي يُعدّ حتى الآن أحد دراسات القرن الثامن عشر الكلاسيكية في علم وظائف الأعضاء.

## نظام الجراحة
نُشر كتاب بيل نظام الجراحة في ستة مجلّدات بين عامي 1783 و1788، ومع حلول عام 1801، نُشر ما لا يقل عن سبعة إصدارات وتُرجم إلى الإيطالية والفرنسية والإسبانية والألمانية بالإضافة إلى ثلاثة إصدارات أمريكية. نال هذا الكتاب الشهرة لأنه كان شاملًا، مستخدمًا موادًا منشورة حديثًا في جميع أنحاء أوروبا، بالإضافة إلى سمعة بيل كجراح. كان بيل مؤيّدًا للاستخدام الروتيني للأفيون لتسكين الألم بعد الجراحة.

## الزراعة
عملت عائلة بيل في الزراعة، وخلال فترة السنتين الإجازة من الجراحة بعد الحادث الذي تعرّض له عام 1775، استأجر مزرعة ليبرتون التي تبعد ميلين عن مركز أدنبرة، وأعاد إحياء اهتمامه في الزراعة. وكان يراسل والده بشكل متكرر من أجل أخذ النصائح فيما يخص الزراعة.